# Gekko ernstkelleri
Gekko ernstkelleri är en ödleart som beskrevs av Herbert Rösler, Cameron D. Siler, Rafe M. Brown, Arnold D. Demegillo och Maren Gaulke 2006. Gekko ernstkelleri ingår i släktet Gekko och familjen geckoödlor. IUCN kategoriserar arten globalt som sårbar. Inga underarter finns listade i Catalogue of Life.
Arten förekommer endemiskt på den filippinska ön Panays nordvästra udde, där den har påträffats på kusten och på höjder upp till 300 meter över havet.